# Hubert Schülter
Hubert Schülter (ur. 1888, zm. ?) – zbrodniarz nazistowski, członek załogi niemieckiego obozu koncentracyjnego Dachau i SS-Oberscharführer.
W czasie II wojny światowej pełnił służbę w obozie głównym Dachau, między innymi jako  Blockführer. W latach 1942–1943 dokonywał inspekcji w komandach więźniarskich. W procesie członków załogi Dachau (US vs. Wilhelm Kemm i inni), który miał miejsce w dniach 14–22 lipca 1947 przed amerykańskim Trybunałem Wojskowym w Dachau skazany został na 5 lat pozbawienia wolności za maltretowanie więźniów.